# Nateros

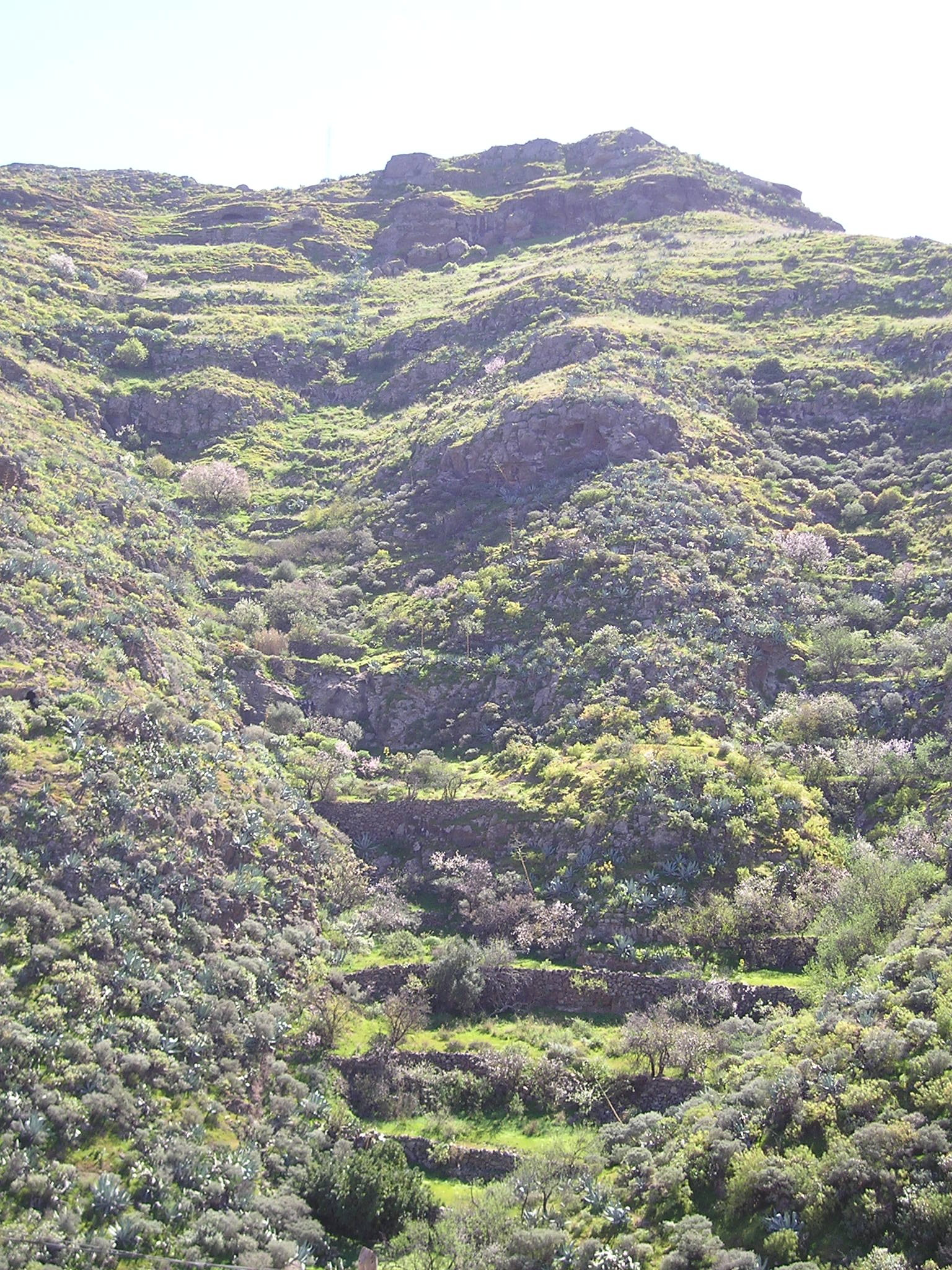
Nateros en Valsequillo, Gran Canaria (Islas Canarias).

Los nateros, en Canarias, es el nombre con que se conoce un sistema de recolección de aguas empleado en aquellos lugares dónde a la ausencia de lluvias se le suma la inexistencia de un suelo de cultivo y una orografía montañosa. 
El funcionamiento del sistema se basa en cerrar, mediante muros de piedra seca de variadas dimensiones en altura y anchura, los pequeños barrancos. Cuando el muro intercepta la circulación de las aguas de escorrentía que circulan por el barranquillo, éstas quedan remansadas tras los cerramientos, produciéndose entonces el depósito de los sedimentos que arrastran, de tal forma que con el paso del tiempo se crea un terreno de cultivo. 
La palabra «natero» tiene su origen en el portugués, proveniente del término «nateiro». Refleja el hecho de la formación de una nata de limos sobre el terreno cuando se produce la inundación por las aguas de escorrentía. En La Gomera se les llama «lameros», derivado de la voz «lama» que significa barrizal o fango. Como topónimo, se encuentra en La Palma con profusión, y también en El Hierro, Tenerife, Fuerteventura y Gran Canaria.
Los nateros deben situarse sobre barrancos secundarios, puesto que en su fundamento está el cortar totalmente el cauce. Si se pretende cegar un cauce que conduzca caudales voluminosos de agua, el cierre no resistiría el empuje de las aguas de escorrentía y el sistema peligraría. El gran problema para la vida de estos sistemas estriba en las crecidas producidas después de una lluvia violenta.
Las dimensiones de estas parcelas son pequeñas, no suelen superar el espacio ocupado por un frutal o dos, y difícilmente se encuentran nateros mayores de 500 metros cuadrados. Los nateros reciben agua de las laderas y del propio cauce del barranquillo, con lo cual es posible cultivar frutales, papas, leguminosas y cereales, aunque las lluvias sean escasas. Los nateros se dedican principalmente a frutales con pocas necesidades de agua: almendros (Prunus dulcis), higueras (Ficus carica), granados (Punica granatum), etc., pero también se pueden encontrar árboles que teóricamente necesitan más agua: castaños (Castanea sativa), manzanos (Malus domestica), etc.
A la solución imaginativa al problema de escasez de agua y suelo en estas zonas áridas y montañosas, hay que sumar el efecto beneficioso de concentrar en la parcela de cultivo toda materia orgánica que arrastran las aguas. Es decir, con este sistema se facilita el acceso a un recurso especialmente escaso en los lugares áridos. Se consigue construir un suelo que es bastante fértil gracias a la riqueza en materia orgánica y nutrientes que posee el lodo depositado.
Sistemas semejantes a los nateros existen en otros lugares, como los "jessour" de Túnez y las "joyas" de México.